# Lintzford
Lintzford – wieś w Anglii, w hrabstwie Tyne and Wear. Leży 13 km na południowy zachód od centrum Newcastle i 393 km na północ od Londynu.